# Agrotis rubrofusca
Agrotis rubrofusca är en fjärilsart som beskrevs av Karl Schawerda 1931. Agrotis rubrofusca ingår i släktet Agrotis och familjen nattflyn. Inga underarter finns listade i Catalogue of Life.